# فرانک کوهیل
فرانک کوهیل (انگلیسی: Frank Cuhel; ۱۸ سپتامبر ۱۹۰۴ – ۲۲ فوریهٔ ۱۹۴۳) ورزشکار دو و میدانی اهل ایالات متحده آمریکا بود.
وی در مسابقات کشوری و بین‌المللی در مجموع برندهٔ ۱ مدال نقره شده‌است.